# Dood Paard
Dood Paard is een professioneel Nederlands toneelgezelschap, gevestigd te Amsterdam en voornamelijk te zien in Nederland en België maar ook in theaters en op festivals in Europa en daarbuiten.

## Geschiedenis
Dood Paard, waarvan de naam is ontleend aan het gelijknamige gedicht van Gerrit Achterberg, werd opgericht in 1993 door Manja Topper, Kuno Bakker en Oscar van Woensel. In 1998 voegde Gillis Biesheuvel zich bij het gezelschap dat hij begin 2018 verliet. Oscar van Woensel verliet het gezelschap in 2008, Kuno Bakker in 2025. In 2023 trad Tomer Pawlicki toe tot Dood Paard.

## Werkwijze
Dood Paard heeft een collectieve werk- en organisatievorm. De voorstellingen komen tot stand in een gemeenschappelijk werkproces waarbij de uitgedragen visie, speelstijl en vormgeving worden bepaald door de spelers zelf. De toneeltekst staat altijd centraal of is het vertrekpunt.
Dood Paard werkt vaak met gastacteurs en maakt tevens coproducties met verwante gezelschappen zoals STAN, Maatschappij Discordia en Compagnie De Koe.

## Repertoire
Dood Paard speelt zowel klassiek repertoire van bijvoorbeeld William Shakespeare, Arthur Schnitzler, Edward Albee, Peter Handke en Yasmina Reza alsook speciaal voor het gezelschap geschreven toneelteksten van onder anderen Rob de Graaf, Oscar van Woensel, Gerardjan Rijnders, Joachim Robbrecht en Tomer Pawlicki.
Door regelmatig schrijfopdrachten te geven draagt Dood Paard bij aan het ontwikkelen van de Nederlandstalige toneelliteratuur. Daarnaast maakt het gezelschap ook nieuwe vertalingen en bewerkingen van klassiek repertoire.